# Трињете (Изернија)
Трињете је насеље у Италији у округу Изернија, региону Молизе.
Према процени из 2011. у насељу је живело 296 становника. Насеље се налази на надморској висини од 572 м.